# 2112 (musikalbum)
2112 (uttalas twenty-one twelve) är det fjärde albumet av den Kanadensiska rockbandet Rush släppt 1 april 1976. Mycket av inspirationen kom från Ayn Rands filosofi. Albumet räknas som ett av de bästa i progrockhistorien.
2010 gjordes en dokumentär om inspelningen av albumet i serien Classic Albums.

## Låtlista
Sida ett
1. "2112" - 20:34
  1. "Overture" - 4:31
  2. "The Tempels of Syrinx" - 2:16
  3. "Discovery" - 3:25
  4. "Presentation" - 3:41
  5. "Oracle: The Dream" - 2:00
  6. "Soliloquy" - 2:19
  7. "Grand Finale" - 2:16

Sida två
1. "A Passage to Bangkok" - 3:32
2. "The Twilight Zone" - 3:16
3. "Lessons" - 3:51
4. "Tears" - 3:30
5. "Something for Nothing" - 3:59

## Medverkande
Rush
- Alex Lifeson - gitarrer
- Neil Peart - trummor
- Geddy Lee - elbas, sång

Gästmusiker
- Hugh Syme - Keyboards på "Tears"